# Еделяну, Лазэр
Лазэр Еделяну (1 сентября 1861, Бухарест — 7 апреля 1941, там же) — румынский химик и предприниматель еврейского происхождения. Известен как первый химик, синтезировавший амфетамин (в Берлинском университете в 1887 году), а также как изобретатель нового метода нефтепереработки.

## Биография
Родился в Бухаресте в еврейской семье, его отец Шая Еделяну (1835—1910) был стругальщиком древесины. Детские годы провёл в Крайове, затем семья переехала в Фокшани. С детства интересовался наукой, поэтому в 12-летнем возрасте был отправлен завершать среднее образование в Бухарест. Учился в престижной школе (Национальный колледж святого Саввы I Сербского), но жил в большой бедности и подрабатывал частными уроками. Из-за отсутствия освещения в квартире был вынужден иногда читать на улице при свете, исходившем из окон соседнего с его жилищем дворца. В 1882 году окончил школу и поступил в Берлинский университет изучать химию.
После получения докторской степени в 1887 году он переехал в Великобританию и в течение нескольких лет преподавал и занимался научной работой в Королевском артиллерийском колледже в Лондоне (Вулидж), где участвовал в создании нового типа искусственного шёлка и красителей на основе оксазина. Вернувшись в Румынию, начал преподавать органическую химию в Бухарестском университете. В 1906 году возглавил химическую лабораторию в Институте геологии, основанной в том же году (руководил ей до 1913 года), и стал управляющим (до 1910 года) нефтяным заводом в Плоешти, принадлежавшим немецкой компании Diskont. В 1907 году был одним из основателей Нефтяного конгресса в Бухаресте, в начале XX века неоднократно представлял Румынию на различных международных конференциях по вопросам нефти. В 1908 году описал метод очистки нефти с помощью жидкого диоксида серы, который затем был назван в его честь.
В 1910 году переехал в Германию, где основал во Франкфурте химическую компанию Allgemeine Gesellschaft für Chemische Industrie, после прихода к власти национал-социалистов был вынужден в 1937 году её продать. Последние годы жизни провёл в Румынии. В общей сложности получил за свою жизнь 212 патентов в различных странах, имел несколько высоких наград от ряда правительств.

## Семья
- Жена (второй брак, с 1909 года) — Мария Еделяну (в девичестве Гольдштейн, 1862, Найссе — ?)[6].
- Сын (от первого брака) — Ион Еделяну (1892—1966), химик, был женат на дочери журналиста Константина Коста-Фору.